# Hallgrímskirkja
La Hallgrímskirkja (prononciation en islandais : [ˈhatl̥krimsˌcʰɪrca], littéralement « église de Hallgrímur ») est une église luthérienne (Église évangélique-luthérienne d'Islande) située dans le sud-est du centre-ville de Reykjavik, en Islande.

## Construction
Construite de 1945 à 1986, elle est en béton et sa flèche mesure 74,5 m. Elle a été le plus haut bâtiment d'Islande jusqu'à la construction de la tour Smáratorg inaugurée en 2008. Son architecte est Guðjón Samúelsson.
Son architecture rappelle les orgues basaltiques, présents en grand nombre en Islande. Elle doit son nom au poète et pasteur Hallgrímur Pétursson, auteur des Psaumes de la Passion, un texte majeur dans l'histoire de la littérature islandaise. En raison de sa taille, elle est souvent considérée, à tort comme une cathédrale, la véritable cathédrale (la seule en Islande, siège du cathèdre) se trouvant auprès du lac Tjornin à proximité du parlement. 

## Description
Située au centre de Reykjavik, la Hallgrímskirkja est l'un des points de repère les plus connus de la ville. Sa construction a été décidée en 1937. L'architecte Guðjón Samúelsson s'est inspiré des orgues basaltiques, des montagnes et des glaciers du paysage islandais. Son style s'apparente à l'architecture expressionniste de l'église de Grundtvig, à Copenhague, dessinée par Peder Klint et achevée en 1940.
Sa construction a duré 41 ans (de 1945 à 1986), mais la flèche a été terminée longtemps avant la fin des travaux. La crypte située sous le chœur a été consacrée dès 1948, la tour campanaire et les ailes ont été achevées en 1974, et la nef a été consacrée en 1986. Pendant sa construction, l'édifice a fait l'objet de critiques, parfois jugé dépassé, ou mêlant de façon peu satisfaisante différents styles. Elle devait initialement être un peu moins haute, mais la hiérarchie de l'Église d'Islande souhaitait que sa flèche dépasse celle de la Landakotskirkja, la cathédrale-basilique du Christ-Roi de Reykjavik de l'Église catholique. 
Son grand orgue, construit par le facteur allemand Johannes Klais Orgelbau, à traction mécanique et commandes électriques, possède 5275 tuyaux pour 72 jeux. Il est haut de 15 mètres et pèse 25 tonnes. Il a été achevé en 1992. 
La statue au pied de l'église représente Leif Erikson, fils d'Erik le Rouge, qui aurait atteint l'Amérique à partir de l'Islande autour de l'an mille. C'est une œuvre d'Alexander Stirling Calder, offerte à l'Islande par les États-Unis en 1930 lors du millénaire de la réunion du premier parlement islandais à Þingvellir en 930. 

## Galerie

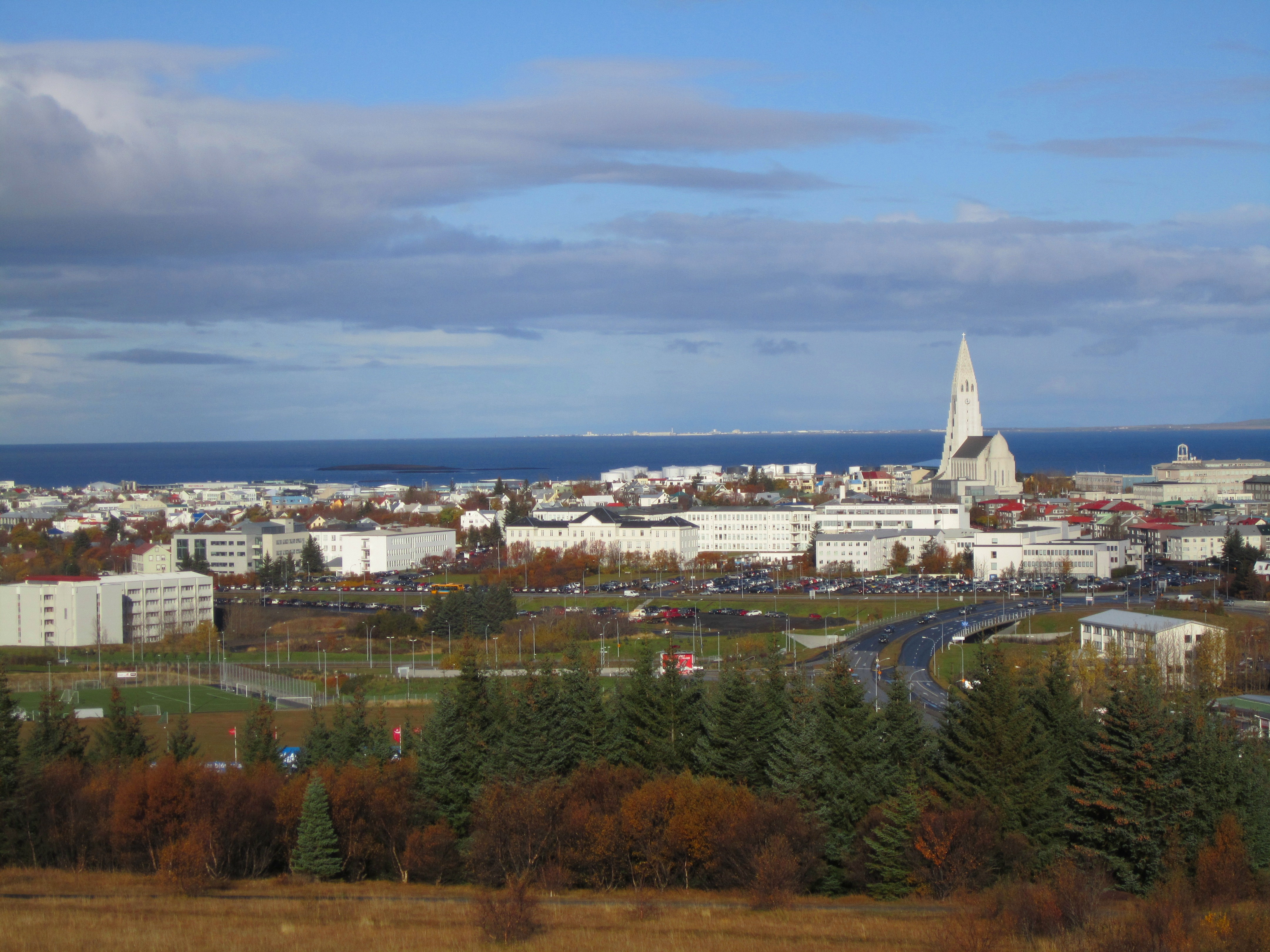
Vue depuis le sommet du Perlan au sud de la Hallgrímskirkja dominant le centre-ville de Reykjavik.
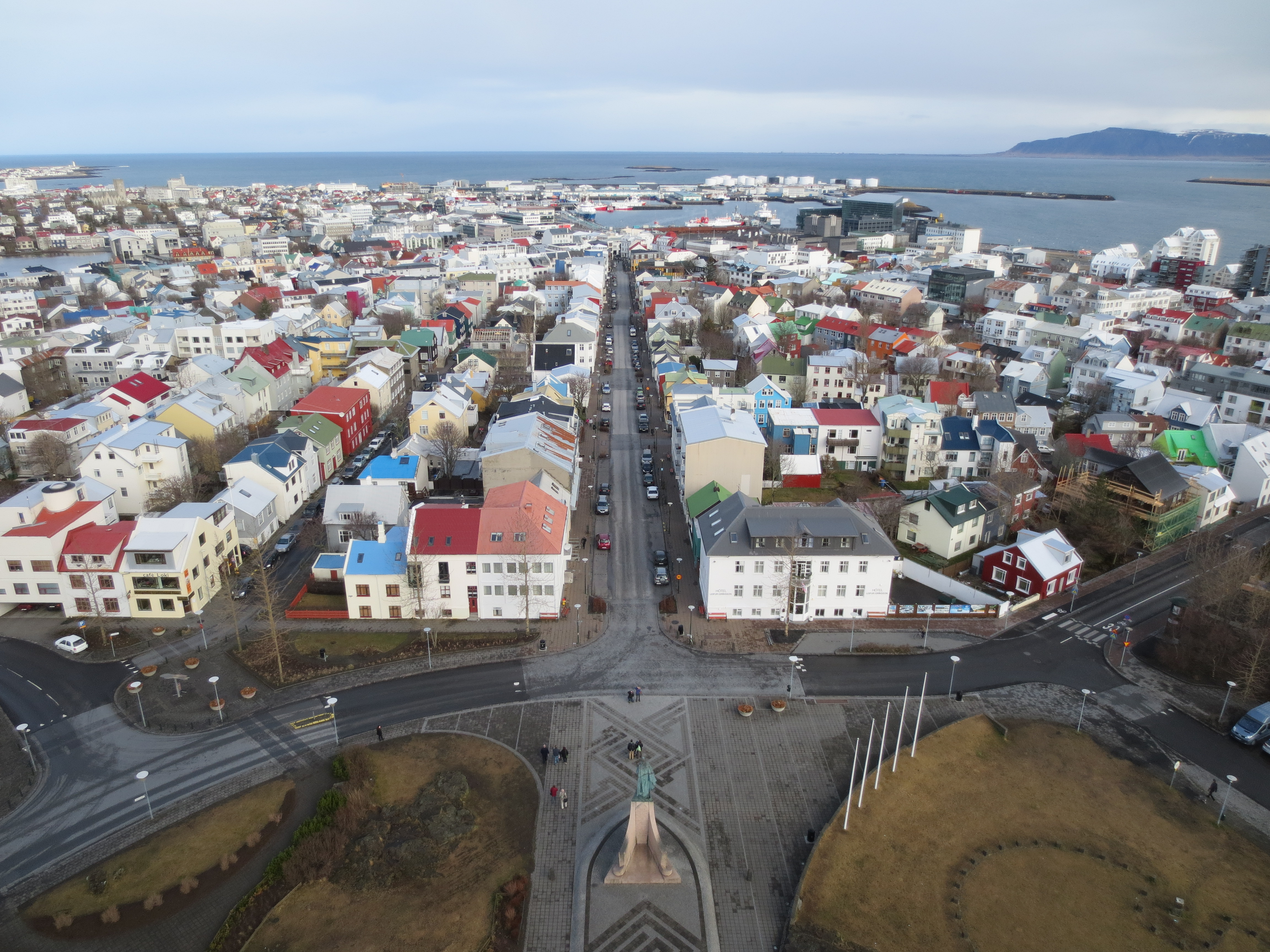
Vue depuis le sommet de la Hallgrímskirkja
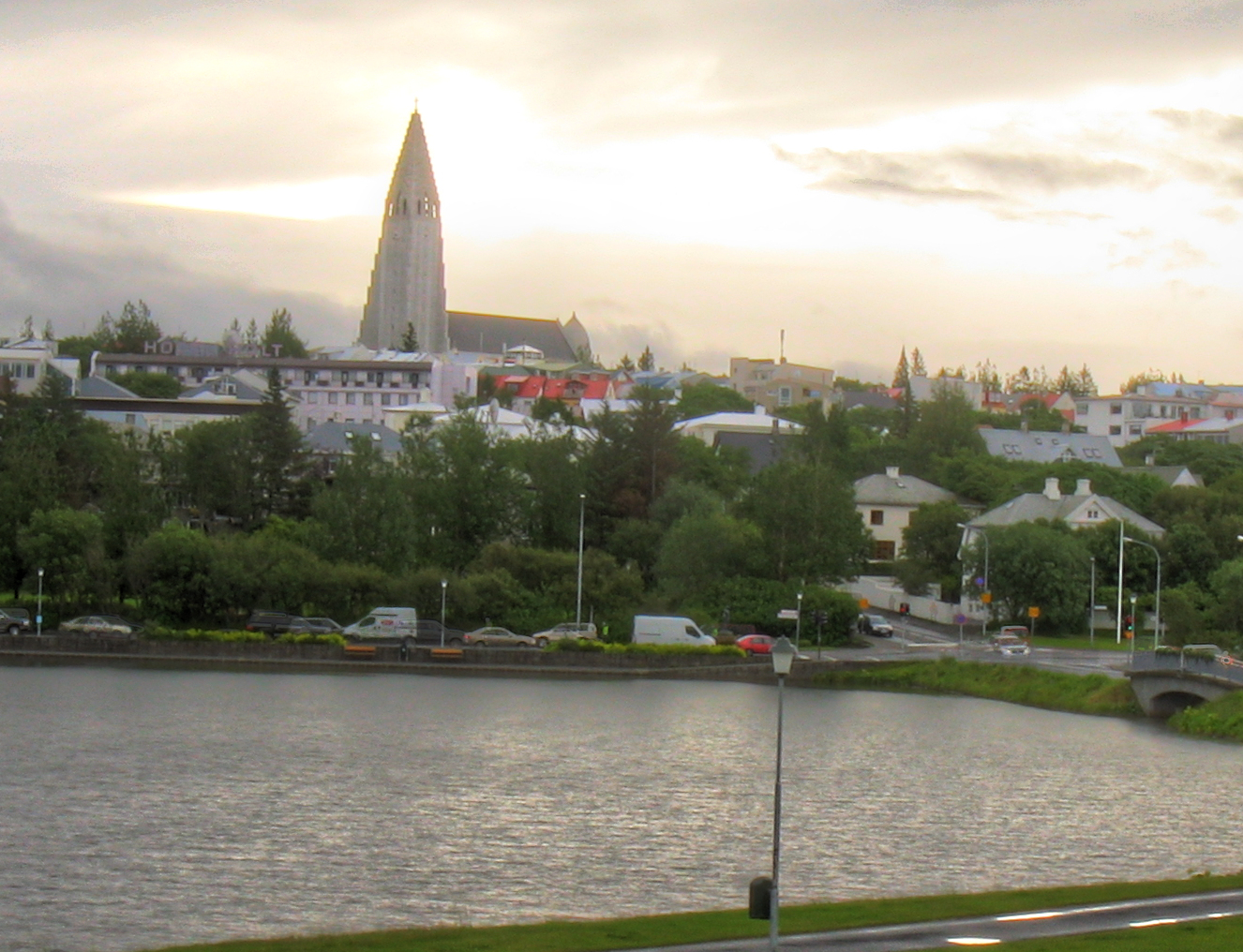
La Hallgrímskirkja vue depuis Tjörnin
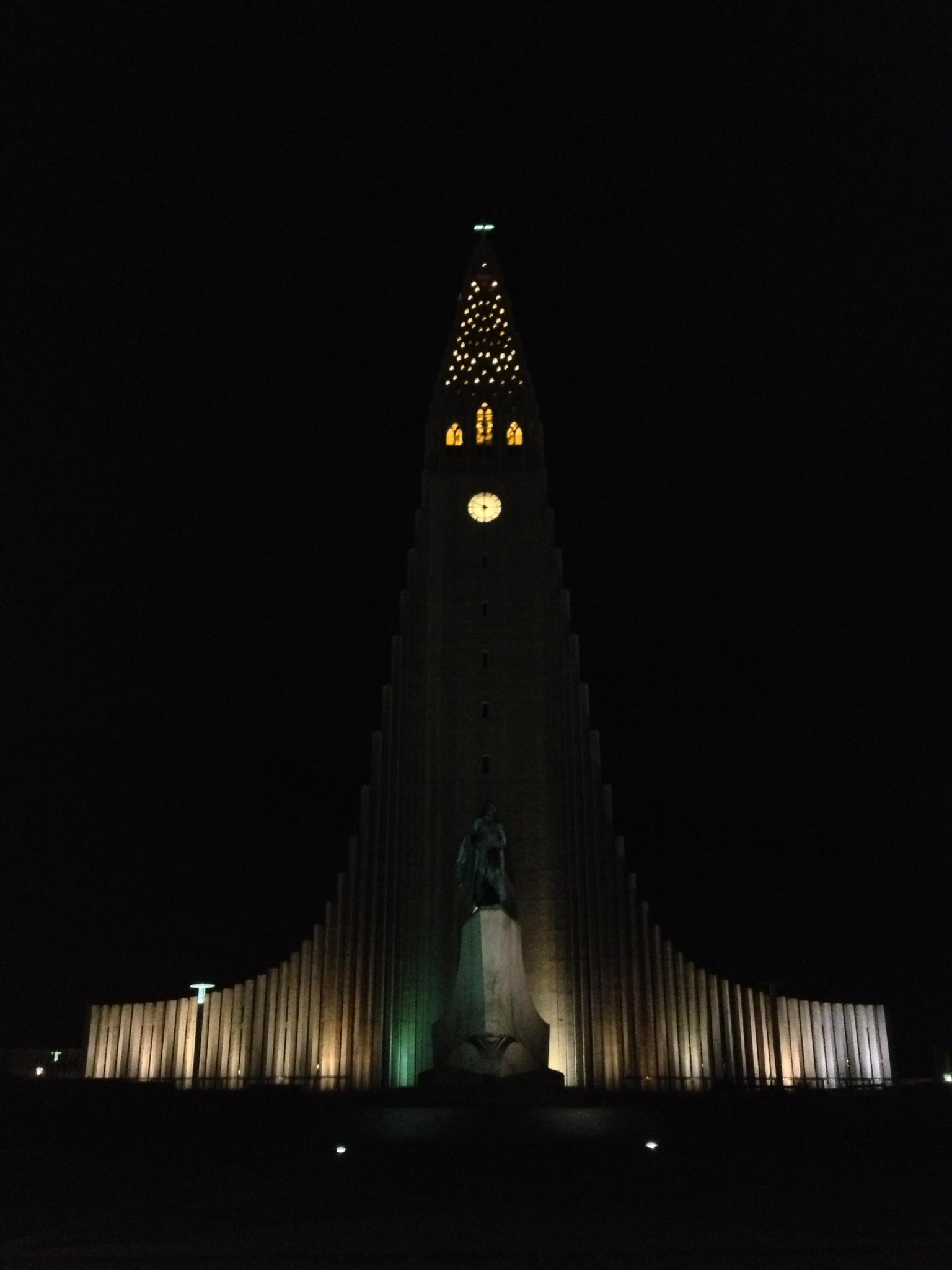
Hallgrímskirkja la nuit
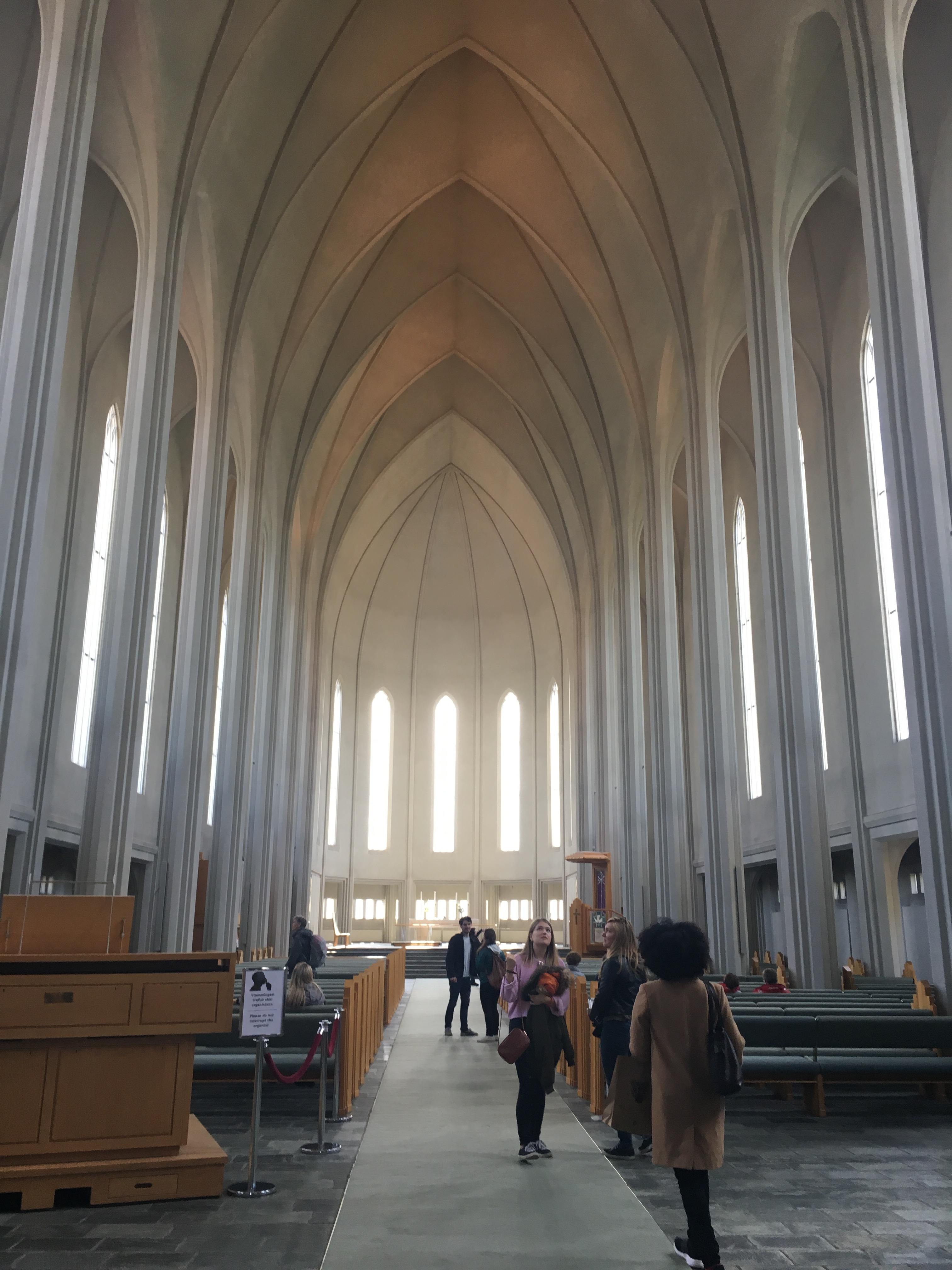
Interieur de la Hallgrimskirkja
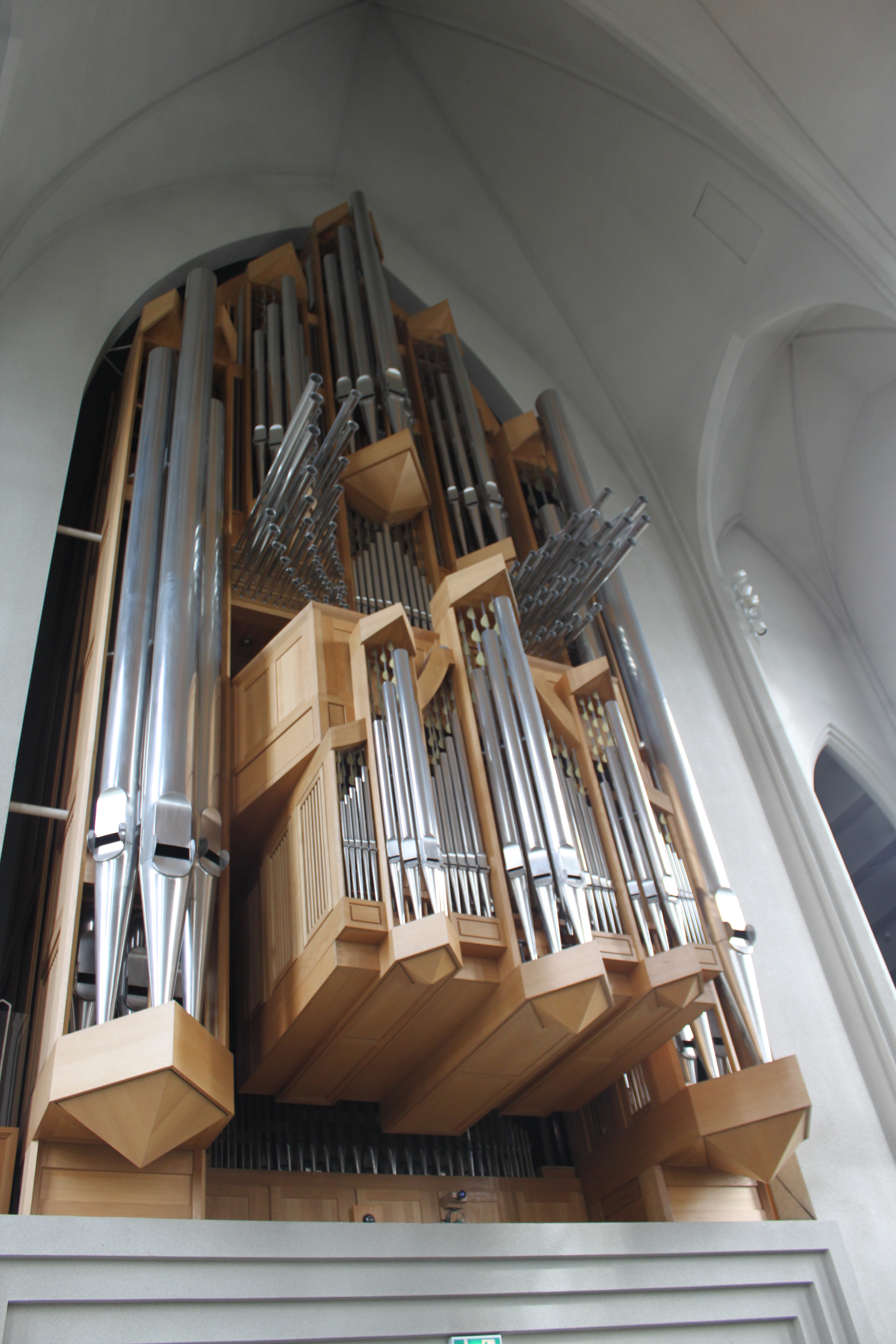
l'orgue
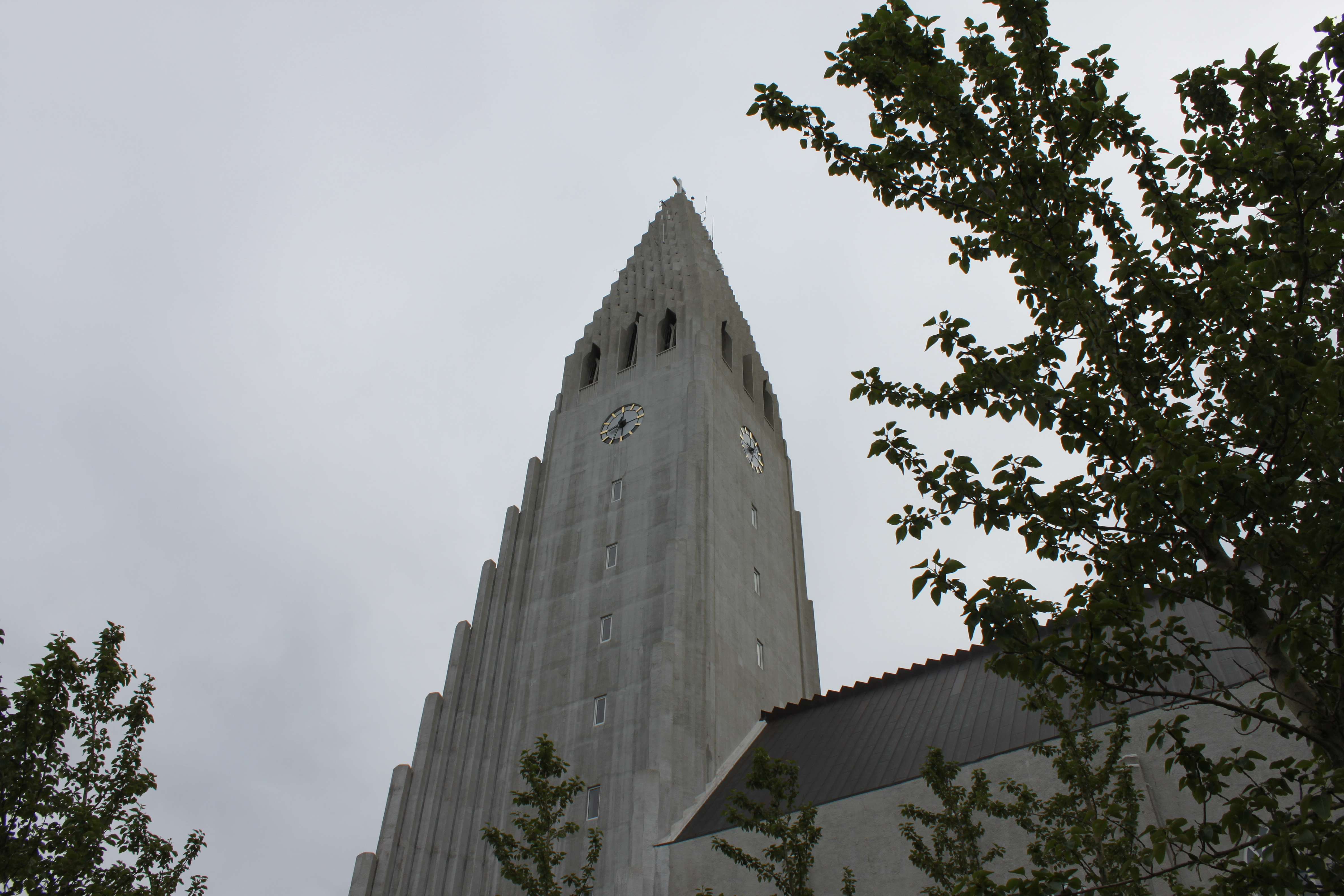
le clocher vue depuis le sol.
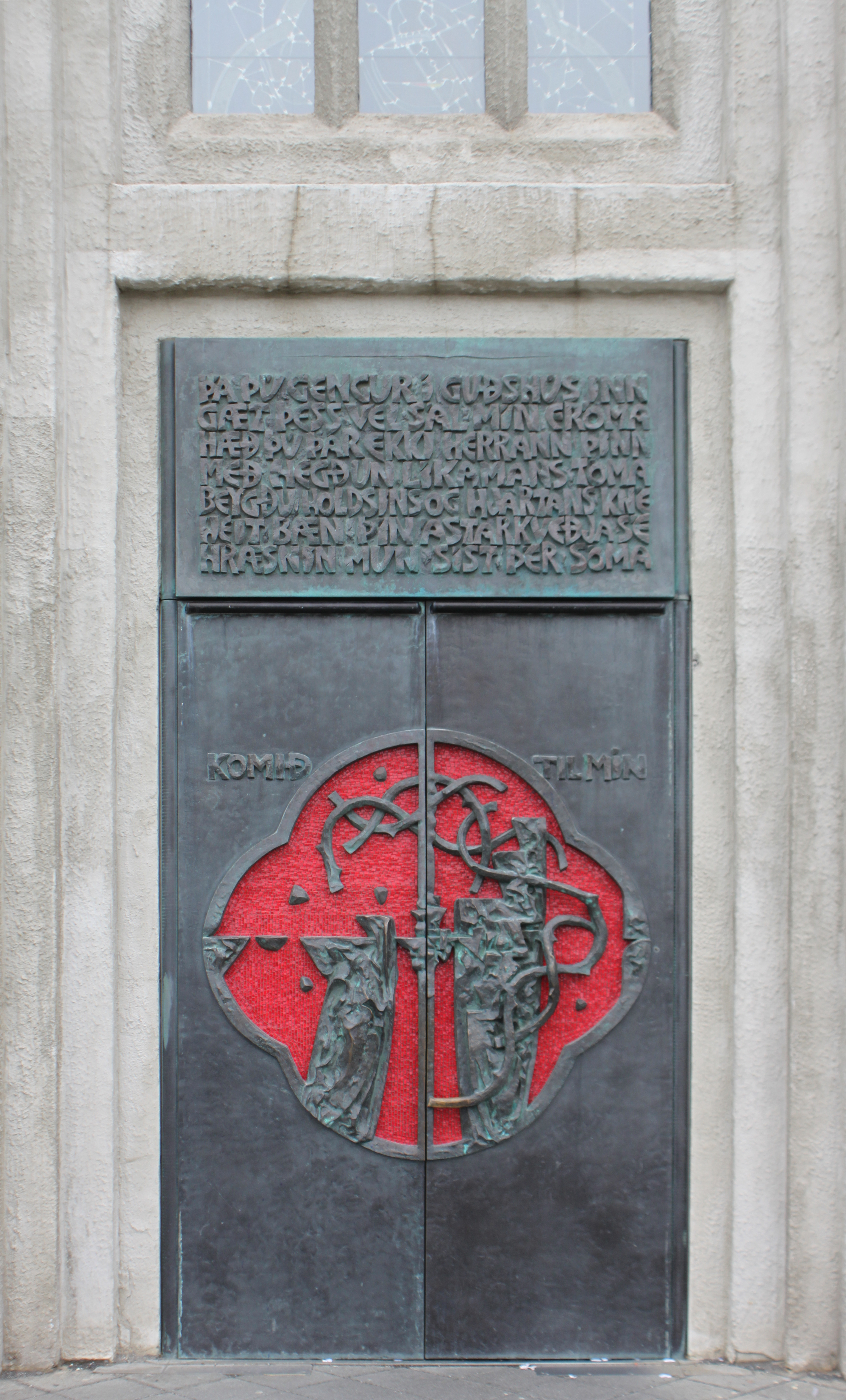
Porte d'entrée.